# 新疆生产建设兵团第二师三十四团
新疆生产建设兵团第二师三十四团是中华人民共和国新疆生产建设兵团第二师下辖的一个团，与新疆维吾尔自治区铁门关市蒲昌镇实行“团镇合一”的管理体制。位于巴音郭楞蒙古自治州尉犁县铁干里克镇。团场最早建立于1956年，其前身为国营尉犁第一农场。团场土地面积1,140平方千米，常住人口1.7万人。

## 行政区划
新疆生产建设兵团第二师三十四团下辖以下单位：
社区、一连、二连、三连、四连、六连、七连、九连、农三队、十二连、畜牧总场、十六连、十连、十一连和五连。